# Italiens Grand Prix 2014
Italiens Grand Prix 2014, officiellt Formula 1 Gran Premio d'Italia 2014, var en Formel 1-tävling som hölls den 7 september 2014 på Autodromo Nazionale Monza i Monza, Italien. Det var den trettonde tävlingen av Formel 1-säsongen 2014 och kördes över 53 varv. Vinnare av loppet blev Lewis Hamilton för Mercedes, tvåa blev Nico Rosberg för Mercedes och trea blev Felipe Massa för Williams.

## Kvalet
| KR. | Nr | Förare            | Konstruktör          | Q1       | Q2       | Q3       | Grid |
| --- | -- | ----------------- | -------------------- | -------- | -------- | -------- | ---- |
| 1   | 44 | Lewis Hamilton    | Mercedes             | 1.25,363 | 1.24,560 | 1.24,109 | 1    |
| 2   | 6  | Nico Rosberg      | Mercedes             | 1.25,493 | 1.24,600 | 1.24,383 | 2    |
| 3   | 77 | Valtteri Bottas   | Williams–Mercedes    | 1.26,012 | 1.24,858 | 1.24,697 | 3    |
| 4   | 19 | Felipe Massa      | Williams–Mercedes    | 1.25,528 | 1.25,046 | 1.24,865 | 4    |
| 5   | 20 | Kevin Magnussen   | McLaren–Mercedes     | 1.26,337 | 1.25,973 | 1.25,314 | 5    |
| 6   | 22 | Jenson Button     | McLaren–Mercedes     | 1.26,328 | 1.25,630 | 1.25,379 | 6    |
| 7   | 14 | Fernando Alonso   | Ferrari              | 1.26,514 | 1.25,525 | 1.25,430 | 7    |
| 8   | 1  | Sebastian Vettel  | Red Bull–Renault     | 1.26,631 | 1.25,769 | 1.25,436 | 8    |
| 9   | 3  | Daniel Ricciardo  | Red Bull–Renault     | 1.26,721 | 1.25,946 | 1.25,709 | 9    |
| 10  | 11 | Sergio Pérez      | Force India-Mercedes | 1.26,569 | 1.25,863 | 1.25,944 | 10   |
| 11  | 26 | Daniil Kvyat      | Toro Rosso-Renault   | 1.26,261 | 1.26,070 |          | 211  |
| 12  | 7  | Kimi Räikkönen    | Ferrari              | 1.26,689 | 1.26,110 |          | 11   |
| 13  | 25 | Jean-Éric Vergne  | Toro Rosso-Renault   | 1.26,140 | 1.26,157 |          | 12   |
| 14  | 27 | Nico Hülkenberg   | Force India-Mercedes | 1.26,371 | 1.26,279 |          | 13   |
| 15  | 99 | Adrian Sutil      | Sauber-Ferrari       | 1.27,034 | 1.26,588 |          | 14   |
| 16  | 21 | Esteban Gutiérrez | Sauber-Ferrari       | 1.26,999 | 1.26,692 |          | 15   |
| 17  | 13 | Pastor Maldonado  | Lotus-Renault        | 1.27,520 |          |          | 16   |
| 18  | 8  | Romain Grosjean   | Lotus-Renault        | 1.27,632 |          |          | 17   |
| 19  | 10 | Kamui Kobayashi   | Caterham-Renault     | 1.27,671 |          |          | 18   |
| 20  | 17 | Jules Bianchi     | Marussia-Ferrari     | 1.27,738 |          |          | 19   |
| 21  | 4  | Max Chilton       | Marussia-Ferrari     | 1.28,247 |          |          | 20   |
| 22  | 9  | Marcus Ericsson   | Caterham-Renault     | 1.28,562 |          |          | PL2  |

| Vidare från första kvalrundan ▬▬ Vidare från andra kvalrundan ▬▬ |

Noteringar:
- ^1  — Daniil Kvyat kvalade elva, men fick tio platsers nedflyttning för att ha använt den sjätte motorn för säsongen.[1]
- ^2  — Marcus Ericsson startade från depån som bestraffning för att ha ignorerat gulflagg under den tredje träningen.[2]

## Loppet
| Pos. | Nr | Förare            | Konstruktör          | Varv | Tid         | Grid | P  |
| ---- | -- | ----------------- | -------------------- | ---- | ----------- | ---- | -- |
| 1    | 44 | Lewis Hamilton    | Mercedes             | 53   | 1:19.10,236 | 1    | 25 |
| 2    | 6  | Nico Rosberg      | Mercedes             | 53   | +3,175      | 2    | 18 |
| 3    | 19 | Felipe Massa      | Williams-Mercedes    | 53   | +25,026     | 4    | 15 |
| 4    | 77 | Valtteri Bottas   | Williams-Mercedes    | 53   | +40,786     | 3    | 12 |
| 5    | 3  | Daniel Ricciardo  | Red Bull–Renault     | 53   | +50,309     | 9    | 10 |
| 6    | 1  | Sebastian Vettel  | Red Bull–Renault     | 53   | +59,965     | 8    | 8  |
| 7    | 11 | Sergio Pérez      | Force India-Mercedes | 53   | +1.02,518   | 10   | 6  |
| 8    | 22 | Jenson Button     | McLaren-Mercedes     | 53   | +1.03,063   | 6    | 4  |
| 9    | 7  | Kimi Räikkönen    | Ferrari              | 53   | +1.03,535   | 11   | 2  |
| 101  | 20 | Kevin Magnussen   | McLaren-Mercedes     | 53   | +1.06,171   | 5    | 1  |
| 11   | 26 | Daniil Kvyat      | Toro Rosso-Renault   | 53   | +1.11,184   | 21   |    |
| 12   | 27 | Nico Hülkenberg   | Force India-Mercedes | 53   | +1.12,606   | 13   |    |
| 13   | 25 | Jean-Éric Vergne  | Toro Rosso-Renault   | 53   | +1.13,093   | 12   |    |
| 14   | 13 | Pastor Maldonado  | Lotus-Renault        | 52   | +1 varv     | 16   |    |
| 15   | 99 | Adrian Sutil      | Sauber-Ferrari       | 52   | +1 varv     | 14   |    |
| 16   | 8  | Romain Grosjean   | Lotus-Renault        | 52   | +1 varv     | 17   |    |
| 17   | 10 | Kamui Kobayashi   | Caterham-Renault     | 52   | +1 varv     | 18   |    |
| 18   | 17 | Jules Bianchi     | Marussia-Ferrari     | 52   | +1 varv     | 19   |    |
| 19   | 9  | Marcus Ericsson   | Caterham-Renault     | 51   | +2 varv     | PL   |    |
| 202  | 21 | Esteban Gutiérrez | Sauber-Ferrari       | 51   | +2 varv     | 15   |    |
| Ret  | 14 | Fernando Alonso   | Ferrari              | 28   | Motor       | 7    |    |
| Ret  | 4  | Max Chilton       | Marussia-Ferrari     | 5    | Krasch      | 20   |    |

| Förare och stall som tog poäng ▬▬ |

Noteringar:
- ^1  — Kevin Magnussen gick i mål på sjunde plats, men fick ett 5-sekundersstraff för att ha tvingat en annan förare av banan.[3]
- ^2  — Esteban Gutiérrez gick i mål på nittonde plats, men fick ett 5-sekundersstraff för att ha orsakat en kollision med Romain Grosjean.[4]

## Ställning efter loppet
|     | Pos. | Förare           | Poäng |
| --- | ---- | ---------------- | ----- |
| ▬   | 1    | Nico Rosberg     | 238   |
| ▬   | 2    | Lewis Hamilton   | 216   |
| ▬   | 3    | Daniel Ricciardo | 166   |
| ▲ 1 | 4    | Valtteri Bottas  | 122   |
| ▼ 1 | 5    | Fernando Alonso  | 121   |

|     | Pos. | Konstruktör       | Poäng |
| --- | ---- | ----------------- | ----- |
| ▬   | 1    | Mercedes          | 454   |
| ▬   | 2    | Red Bull-Renault  | 272   |
| ▲ 1 | 3    | Williams-Mercedes | 177   |
| ▼ 1 | 4    | Ferrari           | 162   |
| ▬   | 5    | McLaren-Mercedes  | 110   |

- Notering: Endast de fem bästa placeringarna i vardera mästerskap finns med på listorna.